# Музяківська сільська рада
Музя́ківська сільська рада — муніципальне утворення у складі Краснокамського району Башкортостану, Росія. Адміністративний центр — село Музяк.

## Населення
Населення — 1161 особа (2019, 1328 в 2010, 1154 в 2002).

## Склад
До складу поселення входять такі населені пункти:
| Населений пункт         | Населення, осіб (2002) | Населення, осіб (2010) |
| ----------------------- | ---------------------- | ---------------------- |
| Воробйово, присілок     | 130                    | 214                    |
| Зубовка, присілок       | 22                     | 28                     |
| Ілістанбетово, присілок | 168                    | 182                    |
| Ішметово, присілок      | 105                    | 106                    |
| Калтаєво, присілок      | 104                    | 124                    |
| Карякіно, присілок      | 131                    | 130                    |
| Музяк, село             | 494                    | 544                    |